# Edmund Andros

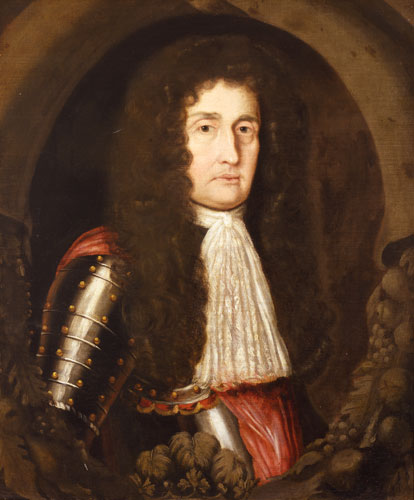
Edmund Andros

Sir Edmund Andros (* 6. Dezember 1637 in London; † 24. Februar 1714 ebenda) war ein englischer Gouverneur verschiedener amerikanischer Kolonien.

## Leben
Er war der zweite Sohn des Royalisten Amias Andros (1610–1674), Seigneur von Saumarez auf Guernsey, aus dessen Ehe mit Elizabeth Stone (1610–1686). Während der Zeit der englischen Republik begann er im Ausland eine militärische Karriere und diente ab 1656 in einer Kavallerieschwadron in niederländischen Diensten unter dem Kommando seines Onkels mütterlicherseits, Sir Robert Stone. Mit dieser Einheit kämpfte er als Verbündeter der Dänen bis 1659 im Zweiten Nordischen Krieg in Skåneland gegen die Schweden. Nach der Restauration der Monarchie in England unter Karl II. trat er 1662 in die Englische Armee ein, kämpfte im Englisch-Niederländischen Krieg (1665–1667), war anschließend auf Barbados stationiert und stieg 1685 zum Major eines Gardekavallerieregiments auf. Beim Tod seines Vaters erbte er 1674 dessen Amt des Bailli von Guernsey.
Im März 1674 erhielt er das Amt des englischen Gouverneurs der Provinz New York (1674–1681), die mit dem Ende des Englisch-Niederländischen Kriegs (1672–1674) endgültig an England gefallen war. Im Jahre 1677 gründete er den Covenant Chain, ein Bündnis der englischen Kolonien Nordamerikas und der Irokesenliga. Während eines Kurzaufenthalts in England im Winter 1677/78 wurde er in Anerkennung seiner Leistungen zum Knight Bachelor geschlagen. Nach Beschwerden von einigen reichen niederländischen Familien in New York und einigen englischen Kaufleuten wurde Andros 1681 nach London zurückgerufen, um sich wegen dieser Anklagen aufgrund Fehlverhaltens zu verantworten. Er wurde entlastet, blieb aber in England und wurde 1683 als Gouverneur ersetzt.
Im Dezember 1686 wurde er Gouverneur des Dominion of New England. Dort verärgerte er die puritanischen Siedler in Boston, weil er offen mit der Church of England paktierte. Ebenso waren sie über die ungezügelten und „sündigen“ Soldaten Andros’ aufgebracht. Andros störte Stadtversammlungen, schränkte Versammlungen unter freiem Himmel ein und belegte die Bevölkerung mit hohen Steuern ohne Erlaubnis ihrer Repräsentanten. Weiterhin verärgerte er die Siedler dadurch, dass er deren Aktivitäten durch die Bekämpfung des Schmuggels und die Durchsetzung der für die Kolonisten restriktiven Navigation Acts einschränkte. Nachdem Jakob II. von England als Folge der Glorious Revolution abgesetzt worden war, zerfiel das Dominion. Eine Gruppe von Siedlern überfiel im April 1689 seinen Verwaltungssitz und nahm Andros gefangen. Im Jahr 1691 wurde ihm die Rückkehr nach England erlaubt. Das tat Andros’ Karriere jedoch keinen Abbruch, dank der Machtverhältnisse im Mutterland.
1692 wurde er Gouverneur der Kolonie Virginia und übte dieses Amt bis 1697 aus. Parallel dazu war er von September 1693 bis Mai 1694 auch Gouverneur der Provinz Maryland, wobei er während des Winters 1693/94 ortsabwesend war und sich in Maryland von Nicholas Greenberry vertreten ließ.
Von 1704 bis 1706 war er Gouverneur von Guernsey. 1706 zog sich Andros aus dem öffentlichen Leben zurück. Er hatte dreimal geheiratet, in erster Ehe 1671 Marie Craven († um 1688), 1691 in zweiter Ehe Elizabeth Crispe Clapham († 1703) und 1707 in dritter Ehe Elizabeth Fitzherbert, blieb aber kinderlos. Er starb 1714 in London und wurde in der St Anne’s Church in Soho bestattet.